# Dezső Fábián
Dezső Fábián (Budapest, 17 dicembre 1918 – Budapest, 6 ottobre 1973) è stato un pallanuotista ungherese, vincitore di una medaglia d'oro all'olimpiade di Helsinki 1952 ed una d'argento a Londra 1948.